# U-20ラグビーニュージーランド代表
U20ラグビーニュージーランド代表（英語: New Zealand national under 20 rugby union team）は、20歳以下の選手で構成されるラグビーニュージーランド代表チームである。愛称は「ベイビー・ブラックス (Baby Blacks)」。
ワールドラグビーU20チャンピオンシップ・オセアニアラグビーU20チャンピオンシップなどに出場している。

## 歴史
2008年、創設。同年から2011年までIRBジュニア世界選手権(現・ワールドラグビーU20チャンピオンシップ)で4連覇。
さらに2015年から2018年までオセアニアラグビーU20チャンピオンシップにて4連覇。

## タイトル
- ワールドラグビーU20チャンピオンシップ
優勝・6回 (2008年, 2009年, 2010年, 2011年, 2015年, 2017年)
- オセアニアラグビーU20チャンピオンシップ
優勝・4回 (2015年, 2016年, 2017年, 2018年)

## 成績

### ワールドラグビーU20チャンピオンシップ
- 2008年 - 1位
- 2009年 - 1位
- 2010年 - 1位
- 2011年 - 1位
- 2012年 - 2位
- 2013年 - 4位
- 2014年 - 3位
- 2015年 - 1位
- 2016年 - 5位
- 2017年 - 1位
- 2018年 - 4位
- 2019年 - 7位

### オセアニアラグビーU20チャンピオンシップ
- 2015年 - 1位
- 2016年 - 1位
- 2017年 - 1位
- 2018年 - 1位
- 2019年 - 2位

## 主な歴代代表主将
- アーロン・クルーデン - 日本開催のIRBジュニア世界選手権で主将を務めた。2011年W杯ニュージーランド代表選出。
- アトゥナイサ・モリ - 2015年ラグビージュニア世界選手権優勝時の主将。2019年W杯ニュージーランド代表選出。
- ルーク・ジェーコブソン - 2017年ラグビージュニア世界選手権優勝時の主将。2019年W杯ニュージーランド代表選出。